# Sindaci di Pesaro
Di seguito l'elenco cronologico dei sindaci di Pesaro e delle altre figure apicali equivalenti che si sono succedute nel corso della storia.

## Stato Pontificio (1815-1860)
| Periodo | Periodo | Primo cittadino       | Partito | Carica       | Note |
| ------- | ------- | --------------------- | ------- | ------------ | ---- |
| ?       | 1815    | Gianfrancesco Mamiani |         | Gonfaloniere | -    |
|         |         | Francesco Mosca       |         | Gonfaloniere | -    |
|         |         | Antaldo Antaldi       |         | Gonfaloniere | -    |
| 1828    | 1831    | Francesco Cassi       |         | Gonfaloniere | -    |
|         |         | Gordiano Perticari    |         | Gonfaloniere | -    |
|         |         | Antonio Rizzi         |         | Gonfaloniere | -    |
|         |         | Paolo Giorgi          |         | Gonfaloniere | -    |

## Regno d'Italia (1860-1946)
Sindaci nominati dal governo (1860-1889)
| Periodo | Periodo | Primo cittadino     | Partito | Carica            | Note |
| ------- | ------- | ------------------- | ------- | ----------------- | ---- |
| 1860    | 1861    | Lorenzo Valerio     |         | Regio Commissario | -    |
| 1861    | 1863    | Domenico Guerrini   |         | Sindaco           | -    |
| 1863    | 1865    | Emilio Ceccarelli   |         | Sindaco           | -    |
| 1865    | 1867    | Luigi Gessi         |         | Sindaco           | -    |
| 1867    | 1874    | Alessandro Gallucci |         | Sindaco           | -    |
| 1874    | 1878    | Giacomo Mattei      |         | Sindaco           | -    |
| 1878    | 1889    | Giuseppe Vaccai     |         | Sindaco           | -    |

Sindaci eletti dal Consiglio comunale (1889-1926)
| Periodo | Periodo | Primo cittadino      | Partito | Carica            | Note |
| ------- | ------- | -------------------- | ------- | ----------------- | ---- |
| 1889    | 1892    | Ettore Mancini       |         | Sindaco           | -    |
| 1892    | 1895    | Augusto Guidi        |         | Sindaco           | -    |
| 1895    | 1899    | Andrea Raffaelli     |         | Sindaco           | -    |
| 1899    | 1900    | Alessandro Cardinali |         | Sindaco           | -    |
| 1900    | 1903    | Carlo Ceccarelli     |         | Sindaco           | -    |
| 1903    | 1905    | Ettore Mancini       |         | Sindaco           | -    |
| 1905    | 1907    | Enrico Ceccolini     |         | Sindaco           | -    |
| 1907    | 1909    | Angelo Recchi        |         | Sindaco           | -    |
| 1909    | 1920    | Ugo Tombesi          |         | Sindaco           | -    |
| 1914    | 1915    | Alfredo Goffredo     |         | Regio Commissario | -    |
| 1920    | 1923    | Ernesto Morini       |         | Sindaco           | -    |
| 1923    | 1925    | Emilio Liguori       |         | Sindaco           | -    |
| 1925    | 1926    | Giuseppe Ferri       | PNF     | Sindaco           | -    |

Podestà nominati dal governo (1926-1944)
| Periodo | Periodo | Primo cittadino   | Partito | Carica                  | Note |
| ------- | ------- | ----------------- | ------- | ----------------------- | ---- |
| 1926    | 1932    | Giuseppe Ferri    | PNF     | Sindaco poi Podestà     | -    |
| 1932    | 1933    | Giuseppe Benelli  |         | Commissario Prefettizio | -    |
| 1933    | 1935    | Ferruccio Ferroni | PNF     | Podestà                 | -    |
| 1935    | 1941    | Paolo Luchinat    | PNF     | Podestà                 | -    |
| 1941    | 1944    | Anania Pagani     | PNF     | Podestà                 | -    |
| 1944    |         | Osvaldo Baldi     |         | Commissario Prefettizio | -    |

Sindaci nominati dal Comitato di Liberazione Nazionale (1944-1946)
| Periodo | Periodo | Primo cittadino | Partito              | Carica  | Note |
| ------- | ------- | --------------- | -------------------- | ------- | ---- |
| 1944    | 1945    | Giulio Coli     | Democrazia Cristiana | Sindaco |      |
| 1945    | 1946    | Mario Comandini | Democrazia Cristiana | Sindaco |      |

## Repubblica Italiana (dal 1946)
| Sindaci eletti dal Consiglio comunale (1946-1995)    | Sindaci eletti dal Consiglio comunale (1946-1995) | Sindaci eletti dal Consiglio comunale (1946-1995) | Sindaci eletti dal Consiglio comunale (1946-1995)                 | Sindaci eletti dal Consiglio comunale (1946-1995)                 | Sindaci eletti dal Consiglio comunale (1946-1995)                 | Sindaci eletti dal Consiglio comunale (1946-1995) | Sindaci eletti dal Consiglio comunale (1946-1995) | Sindaci eletti dal Consiglio comunale (1946-1995) |
| Nominativo                                           | Nominativo                                        | Partito                                           | Partito                                                           | Partito                                                           | Partito                                                           | Mandato                                           | Mandato                                           | Elezione                                          |
| Nominativo                                           | Nominativo                                        | Partito                                           | Partito                                                           | Partito                                                           | Partito                                                           | Inizio                                            | Fine                                              | Elezione                                          |
| ---------------------------------------------------- | ------------------------------------------------- | ------------------------------------------------- | ----------------------------------------------------------------- | ----------------------------------------------------------------- | ----------------------------------------------------------------- | ------------------------------------------------- | ------------------------------------------------- | ------------------------------------------------- |
|                                                      | Renato Fastigi                                    |                                                   | Partito Comunista Italiano                                        | Partito Comunista Italiano                                        | Partito Comunista Italiano                                        | 1946                                              | 1951                                              | Elezione 1946                                     |
| 1951                                                 | Renato Fastigi                                    | 1956                                              | Partito Comunista Italiano                                        | Partito Comunista Italiano                                        | Partito Comunista Italiano                                        | Elezione 1951                                     |                                                   |                                                   |
| 1956                                                 | Renato Fastigi                                    | 1959                                              | Partito Comunista Italiano                                        | Partito Comunista Italiano                                        | Partito Comunista Italiano                                        | Elezione 1956                                     |                                                   |                                                   |
|                                                      | Giorgio De Sabbata                                |                                                   | Partito Comunista Italiano                                        | Partito Comunista Italiano                                        | Partito Comunista Italiano                                        | Elezione 1956                                     | 1959                                              | 1960                                              |
| 1960                                                 | Giorgio De Sabbata                                | 1964                                              | Partito Comunista Italiano                                        | Partito Comunista Italiano                                        | Partito Comunista Italiano                                        | Elezione 1960                                     |                                                   |                                                   |
| 1964                                                 | Giorgio De Sabbata                                | 1970                                              | Partito Comunista Italiano                                        | Partito Comunista Italiano                                        | Partito Comunista Italiano                                        | Elezione 1964                                     |                                                   |                                                   |
|                                                      | Marcello Stefanini                                |                                                   | Partito Comunista Italiano                                        | Partito Comunista Italiano                                        | Partito Comunista Italiano                                        | 1970                                              | 1975                                              | Elezione 1970                                     |
| 1975                                                 | Marcello Stefanini                                | 1978                                              | Partito Comunista Italiano                                        | Partito Comunista Italiano                                        | Partito Comunista Italiano                                        | Elezione 1975                                     |                                                   |                                                   |
|                                                      | Giorgio Tornati                                   |                                                   | Partito Comunista Italiano                                        | Partito Comunista Italiano                                        | Partito Comunista Italiano                                        | Elezione 1975                                     | 1978                                              | 1980                                              |
| 1980                                                 | Giorgio Tornati                                   | 1985                                              | Partito Comunista Italiano                                        | Partito Comunista Italiano                                        | Partito Comunista Italiano                                        | Elezione 1980                                     |                                                   |                                                   |
| 1985                                                 | Giorgio Tornati                                   | 14 luglio 1987                                    | Partito Comunista Italiano                                        | Partito Comunista Italiano                                        | Partito Comunista Italiano                                        | Elezione 1985                                     |                                                   |                                                   |
|                                                      | Aldo Amati                                        |                                                   | Partito Comunista Italiano poi Partito Democratico della Sinistra | Partito Comunista Italiano poi Partito Democratico della Sinistra | Partito Comunista Italiano poi Partito Democratico della Sinistra | Elezione 1985                                     | 14 luglio 1987                                    | 1990                                              |
| 1990                                                 | Aldo Amati                                        | 4 agosto 1992                                     | Partito Comunista Italiano poi Partito Democratico della Sinistra | Partito Comunista Italiano poi Partito Democratico della Sinistra | Partito Comunista Italiano poi Partito Democratico della Sinistra | Elezione 1990                                     |                                                   |                                                   |
|                                                      | Oriano Giovanelli                                 |                                                   | Partito Democratico della Sinistra                                | Partito Democratico della Sinistra                                | Partito Democratico della Sinistra                                | Elezione 1990                                     | 4 agosto 1992                                     | 7 maggio 1995                                     |
| Sindaci eletti direttamente dai cittadini (dal 1995) |                                                   |                                                   |                                                                   |                                                                   |                                                                   |                                                   |                                                   |                                                   |
| Nominativo                                           | Nominativo                                        | Partito                                           | Partito                                                           | Coalizione                                                        | Coalizione                                                        | Mandato                                           | Mandato                                           | Elezione                                          |
| Nominativo                                           | Nominativo                                        | Partito                                           | Partito                                                           | Coalizione                                                        | Coalizione                                                        | Inizio                                            | Fine                                              | Elezione                                          |
|                                                      | Oriano Giovanelli                                 |                                                   | Partito Democratico della Sinistra poi Democratici di Sinistra    |                                                                   | PDS-AD-L. civiche                                                 | 7 maggio 1995                                     | 13 giugno 1999                                    | Elezione 1995                                     |
|                                                      | Oriano Giovanelli                                 | DS-PPI-SDI-PRC-PdCI-RI                            | Partito Democratico della Sinistra poi Democratici di Sinistra    | 13 giugno 1999                                                    | 12 giugno 2004                                                    | Elezione 1999                                     |                                                   |                                                   |
|                                                      | Luca Ceriscioli                                   |                                                   | Democratici di Sinistra                                           |                                                                   | DS-DL-PRC-PdCI-FdV-IdV                                            | 12 giugno 2004                                    | 7 giugno 2009                                     | Elezione 2004                                     |
|                                                      | Luca Ceriscioli                                   | Partito Democratico                               |                                                                   | PD-IdV-FdS-FdV-SEL                                                | 7 giugno 2009                                                     | 30 maggio 2014                                    | Elezione 2009                                     |                                                   |
|                                                      | Matteo Ricci                                      |                                                   | Partito Democratico                                               |                                                                   | PD-L. civiche                                                     | 30 maggio 2014                                    | 27 maggio 2019                                    | Elezione 2014                                     |
|                                                      | Matteo Ricci                                      | PD-IiC-L. civiche                                 | Partito Democratico                                               | 27 maggio 2019                                                    | 13 giugno 2024                                                    | Elezione 2019                                     |                                                   |                                                   |
|                                                      | Andrea Biancani                                   |                                                   | Partito Democratico                                               |                                                                   | PD-AVS-M5S-L.civiche                                              | 13 giugno 2024                                    | in carica                                         | Elezione 2024                                     |